# Gelkinge
Gelkinge (ook wel Gelkingen of Gelkinga) is de naam van een invloedrijke familie in de stad Groningen in de middeleeuwen. De familie speelde een belangrijke rol in de strijd van de elite van de stad tegen de bisschop van Utrecht. De stad wenste zich niet te richten naar het gezag van de bisschop.
De vertegenwoordiger van de bisschop, de prefect vocht een jarenlange strijd uit met de Gelkingen. Een van die slagen, waarbij de Gelkingers zich verbonden met de Drenten vond plaats in 1227, en staat bekend als de slag bij Ane. Ook later in de dertiende eeuw wordt het geslacht nog genoemd als een van de belangrijkste families in de stad, maar nadien wordt niets meer van de familie vernomen. De Gelkingestraat is vernoemd naar het geslacht. Waarschijnlijk hadden de Gelkingers op de hoek van de Grote Markt en de tegenwoordige Gelkingestraat, waar tegenwoordig de Drie Gezusters staat, een steenhuis. De grond van de familie Gelkinge lag in het zuidwesten van de huidige stad; de huidige wijken Buitenhof, Corpus den Hoorn, de Grunobuurt, Hoornse Meer, kantorenpark Kranenburg, Laanhuizen, het Stadspark en de Zeeheldenbuurt behoorden ertoe. Dit Gelkingeland werd aan noordzijde begrensd door de Drentse Laan en in het zuiden door de Onlandse Dijk. Ook het zogenoemde Kraanland behoorde ertoe.